# Eleni Vlachou
Eleni Vlachou, auch Elena Vlachou oder Vlachos (griechisch Ελένη Βλάχου, Έλενα Βλάχου, englische Transkription Helen Vlachos oder Vlakhou, * 18. Dezember 1911; † 14. Oktober 1995), war eine griechische Journalistin und Redakteurin.

## Leben
Vlachou wuchs in Athen und Genf auf. Sie schrieb als Reporterin, Filmkritikerin und Kolumnistin für die Zeitung Kathimerini, die im Besitz ihres Vaters war und nach dessen Tod 1951 in ihren Besitz überging. 1955 gründete Vlachou gemeinsam mit ihrem Mann Konstantinos Loundras die Wochenzeitschrift Ikones und 1961 die Zeitung Mesimvrini.
Unter der griechischen Militärdiktatur stellten Vlachou und Loundras jegliche Publikationstätigkeit ein, da die Zensur, die nach dem Militärputsch eingeführt wurde, jeglichen freien Journalismus unmöglich machte. Am 4. Oktober 1967 wurden beide unter Hausarrest gestellt. Ende Dezember 1967 floh Vlachou nach England. Loundras blieb in Griechenland zurück. Er wurde im August 1968 für ein Jahr inhaftiert und mit einem Ausreiseverbot belegt.
Vlachou erwarb sich im Exil einen Ruf als publizistisch engagierte Kämpferin gegen die Militärjunta. Ihre Anklagen gegen das Regime wurden international beachtet.
Bei den ersten Wahlen nach dem Ende der Diktatur im Jahre 1974 wurde Vlachou als Abgeordnete der Nea Dimokratia in das Griechische Parlament gewählt.
Alle zwei Jahre wird der nach ihr benannte deutsch-griechische Eleni-Vlachou-Journalistenpreis für besondere Leistungen im Bereich der europäischen und internationalen Berichterstattung vergeben.

## Schriften
- Common Heritage (amerikanische Zeitschrift): Sondernummer 4/1970.
- Spectator (amerikanische Zeitung): Artikel vom 11. Oktober 1968 und vom 18. April 1969.
- Free Greek Voices. Doric Publications, London 1971.
  - deutsch: Griechenland. Dokumentation einer Diktatur. Jugend und Volk, Wien / München 1972, ISBN 3-7141-7415-X.